# 卡利姆诺斯
卡利姆诺斯（希臘語：Κάλυμνος），是希腊南愛琴大區卡利姆诺斯专区的市镇。行政中心为波夏镇（又称为卡利姆诺斯镇）。市镇面积为134.5平方公里，2021年人口数量为17,752人。
卡利姆诺斯市镇包括卡利姆诺斯岛及包括伊米亞群島、卡洛利姆諾斯島、普賽里莫斯島、泰倫佐斯島等岛屿在内的若干小岛。